# لي ويكس
لي ويكس (بالإنجليزية: Lee Weeks)‏ هو رسام بالرصاص أمريكي، ولد في 1960 في الولايات المتحدة.

## وصلات خارجية
- لي ويكس على موقع IMDb (الإنجليزية)